# Патеки
Патеки — финикийские божества, изображавшиеся в виде карликов. Покровители моряков.
О патеках сообщает в своей «Истории» Геродот. «Реальный словарь классических древностей» характеризует патеков как финикийских божеств, чьи изображения располагались на кораблях. По замечанию Ю. Б. Циркина, патеками называли существ в виде карликов, охранявших моряков во время плаваний от различных несчастий. Видимо, они являлись «низшими божествами, демонами», к которым финикийцы относились с большим почтением. Изображения карликов запечатлены также на некоторых финикийских монетах. Найдены и их статуэтки из терракоты. По мнению ряда исследователей, этот культ так или иначе стал известен в Финикии благодаря Египту.